# Bremszug

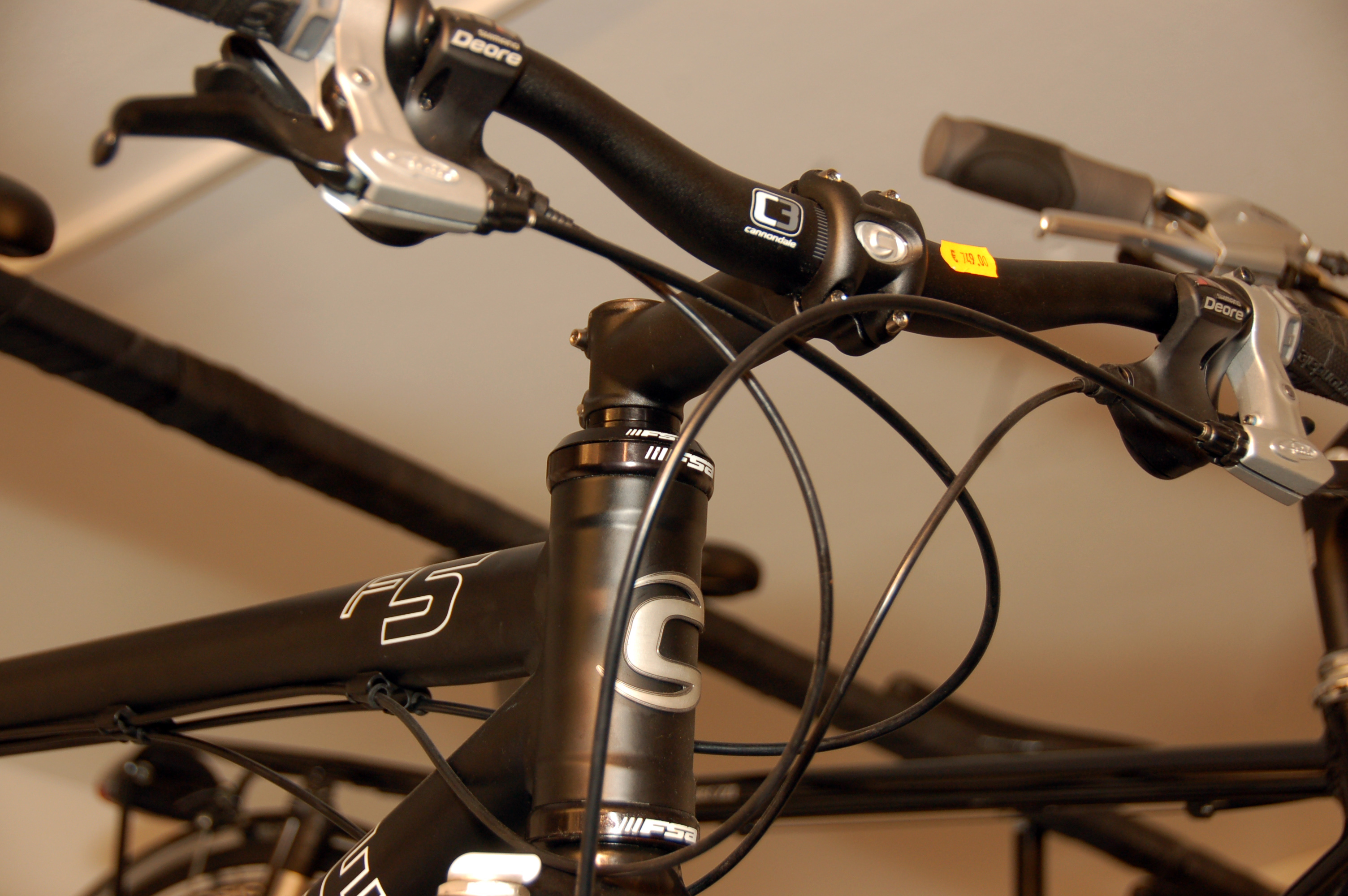
Bremszüge

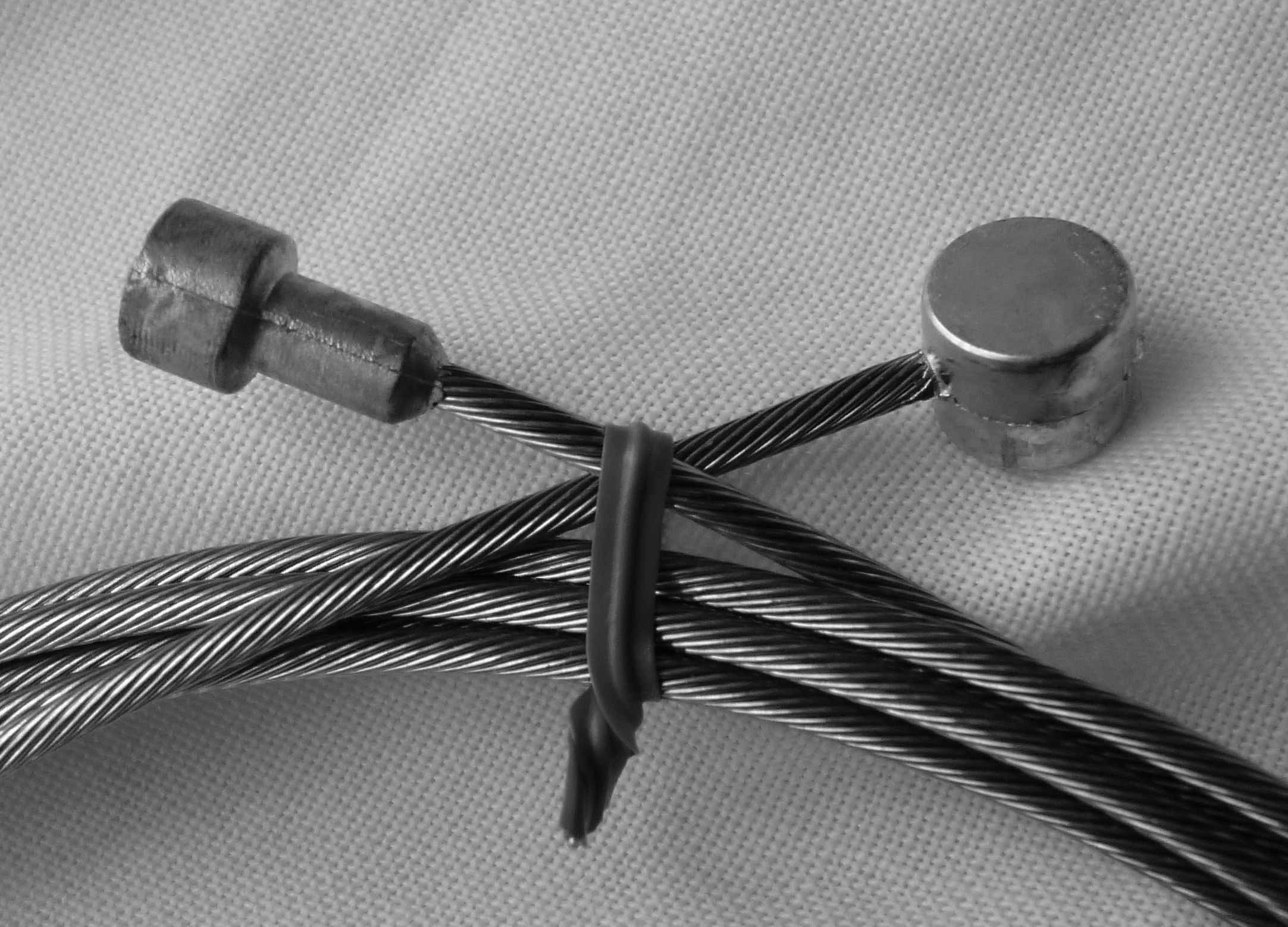
Enden mit knopfförmigem Rundstück

Ein Bremszug verbindet mittels mechanischer Kraftübertragung einen Bremshebel oder Auslösemechanismus mit den Bremsen.

## Bremszug beim Fahrrad
Bei Fahrrädern kommen Bremszüge aus Stahl und Edelstahl zum Einsatz. Abgeschlossen werden die Bremszüge mit einem knopfförmigen Rundstück. Für Bremssysteme der Firma Campagnolo gibt es spezielle Bremszüge mit einem Anschlussstück in Birnen-Form.

## Bremszug bei Krafträdern
Bei Mopeds und Mofas werden ebenfalls mechanische Bremszüge eingesetzt.